# Leopoldstädter Kaserne

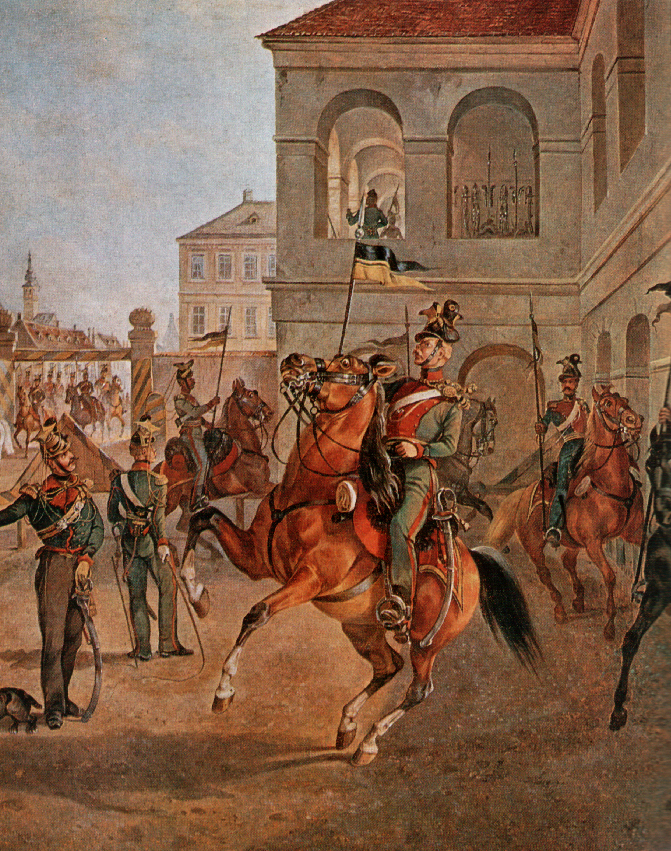
Reitschule des 1. Ulanen-Regiments in der Leopoldstädter Kaserne um 1850

Die Leopoldstädter Kaserne in der Oberen Donaustraße im 2. Wiener Gemeindebezirk Leopoldstadt wurde am 1. August 1723 erstmals bezogen. Aufträge erhielten der Fortifications-Baumeister Donato Felice d’Allio, Maurermeister Christian Alexander Oedtl, Baumaterialien lieferte Johann Christian Neupauer, die Steinmetzmeister Simon Sasslaber aus dem kaiserlichen Steinbruch mit dem harten Kaiserstein und Andreas Steinböck aus Eggenburg mit dem Zogelsdorfer Stein. Das Schottenkloster lieferte den Weinhauser-Stein.  Die Kaserne wurde von den niederösterreichischen Ständen finanziert und dem Staat unentgeltlich zur Verfügung gestellt. 
In der Kaserne waren Kompanien des Dragonerregiments Bayreuth, das 5. Kürassierregiment, das 11. Ulanen-Regiment (1821) und das 1. Ulanen-Regiment (1817 und 1895–1899)stationiert. 
Nach einem Hochwasser im Februar des Jahres 1862 fürchtete die Stadt Wien das Ausbrechen von Epidemien. In Anbetracht der ohnehin überfüllten Spitäler in der Stadt wurde die Regierung um die Erlaubnis gebeten, in der Leopoldstädter Kavalleriekaserne ein Filial-Krankenhaus errichten zu dürfen. Dieses wurde am 10. März 1862 mit 150 Betten (97 für Männer, 53 für Frauen) in 26 Zimmern eröffnet und nach einem von der Niederösterreichischen Statthalterei am 13. Juli erlassenen Bescheids am 30. Juli des gleichen Jahres von der Stadt Wien wieder geräumt.
Zwischen 1863 und 1865 wurde die Kaserne wegen ihres unterdessen schlechten Bauzustands ebenso wie die beiden Reitschulen abgerissen. Auf dem wegen der Verbreiterung der Oberen Augartenstraße verkleinerten Bauplatz wurde das Militärverpflegungsetablissement errichtet.